# 2013-as Gezi parki tüntetések
A Gezi parki tüntetések 2013. május 28-án kezdődtek Isztambulban, ahol környezetvédők szólaltak fel a Taksimban található Gezi park felszámolása ellen. A török kormány szándékai szerint a park helyén újjáépítenék az egykori taksimi laktanyát, amit 1940-ben elbontottak és az épület bevásárlóközpontként funkcionálna. A békésnek szánt demonstráció zavargásokba fulladt, amikor a rendőrök erőszak alkalmazásával próbálták meg a tüntetést feloszlatni. A tüntetés céljai így kiszélesedtek és kormányellenes tüntetéssé fejlődött. Más városokban is tüntetéseket szerveztek, Isztambul mellett Ankarában, Bursában, Eskişehirben, İzmirben, Mersinben, Adanában, İzmitben, Konyában, Bodrumban és Samsunban is az utcára vonultak a tüntetők. A tüntetők egy csoportja az #OccupyGezi nevet vette fel.
A tüntetők különféle etnikai és politikai hovatartozásúak, például bal- és jobboldali szimpatizánsok illetve törökök és kurdok egyaránt utcára vonultak. Isztambul polgármestere szerint az eredetileg környezetvédelmi tüntetést politikai célokra próbálják felhasználni.
Május 31-én a rendőrség könnygázzal próbálta meg a tüntetést feloszlatni, legalább 60 főt letartóztattak és becslések szerint több mint ezren sérültek meg. A rendőrség bánásmódja heves reakciókat váltott ki az internetes közösségekben. 31-én éjjel több ezren vonultak végig az İstiklal sugárúton.

## Háttere
2011 óta az Igazság és Fejlődés Pártja (AKP) és Recep Tayyip Erdoğan által vezetett török kormány több lépésben szigorításokat vezetett be, melyeket többen a szólásszabadság és a sajtószabadság megnyirbálásaként értelmeznek. Szigorították például az alkoholfogyasztást, az abortusz lehetőségét, a televíziós cenzúrát és a szabad gyülekezési jogot. A török kormányt iszlamista és autoritárius jelzőkkel kezdték ellátni.
A tüntetések közvetlen kiváltó oka a Gezi park felszámolási szándéka volt, a tervek szerint a kormány a park helyére egy 1940-ben lerombolt oszmán katonai laktanyát építene újra és bevásárlóközpontként értékesítené. Erdoğan kijelentette, hogy „akármit tesznek is, mi meghoztuk a döntésünket és végre fogjuk hajtani”.
- Rohamrendőrök a tüntetőkre várnak

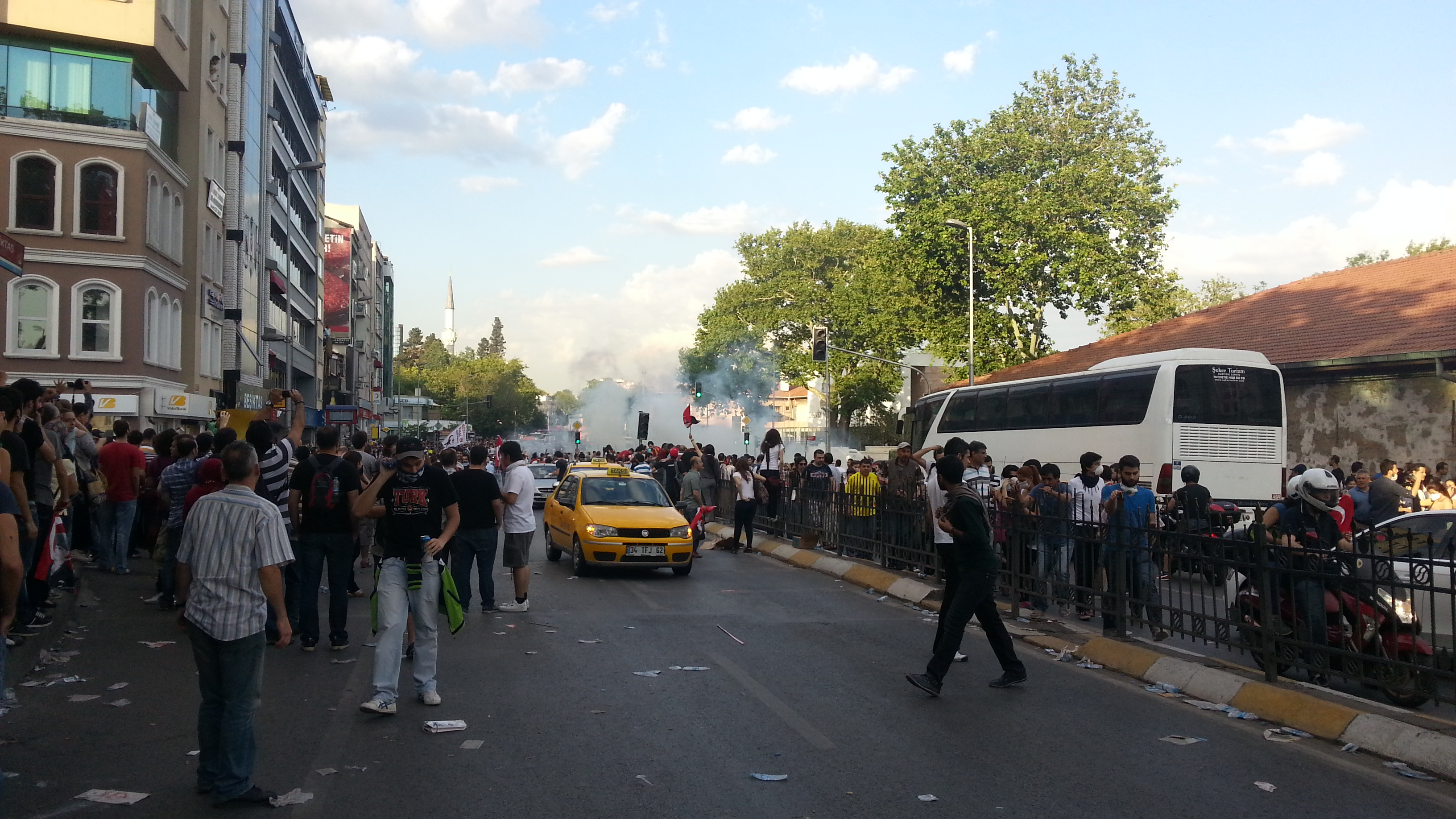
Tüntetők Beşiktaşban

## Fordítás
- Ez a szócikk részben vagy egészben  a(z)   2013 Taksim Gezi Park protests című angol Wikipédia-szócikk ezen változatának fordításán alapul.  Az eredeti cikk szerkesztőit annak laptörténete sorolja fel. Ez a jelzés csupán a megfogalmazás eredetét és a szerzői jogokat jelzi, nem szolgál a cikkben szereplő információk forrásmegjelöléseként.